# Пећка патријаршија
Пећка патријаршија је историографски назив за Српску патријаршију, односно Српску православну цркву у периоду од 1346. до 1766. године. Као помесна црква имала је степен патријаршије и својство аутокефалности. Седиште је било у Пећком манастиру, а основни наслов поглавара је гласио: архиепископ пећки и патријарх српски.
Историја Пећке патријаршије дели се на три периода:
- Период првобитне Пећке патријаршије, од 1346. до 1463. године
- Период борбе за опстанак и обнову, од 1463. до 1557. године
- Период обновљене Пећке патријаршије, од 1557. до 1766. године

## Историја
Свети Сава је 1219. године установио прву аутокефалну архиепископију у српским земљама. То је била средњовековна Српска архиепископија, која се у историографији назива Жичком, односно Пећком или Жичко-пећком архиепископијом, а обухватала је све епископије на подручју Српске краљевине. У време стварања Српског царства уздигнута је 1346. године на степен патријаршије. На сабору који је одржан у Скопљу, српски архиепископ Јоаникије II је проглашен за првог српског патријарха, са престолом у Пећком манастиру. Том приликом, епархијски архијереји су добили право да носе почасни наслов митрополита, а тај обичај се одржао до краја постојања патријаршије (1766).
Крајем 14. века, у време турског освајања јужних српских земаља (1392—1395), под новоуспостављену турску власт потпале су и тамошње српске епархије, док су оне у севернијиим областима освојене привремено, за време првог пада Српске деспотовине (1439-1444), а затим и трајно, у време њеног коначног пада (1455-1459). Недуго потом, Турци су запосели Краљевину Босну (1463) и највећи део Војводстава Светог Саве (1465), које су потпуно освојили 1482. године, док су Зету запосели привремено (1479), а потом и трајно (1496). Тиме су се све тадашње српске епархије нашле под турском влашћу, а у међувремену је и сам опстанак патријаршије био доведен у питање.

### Борба за опстанак и обнову
Након смрти српског патријарха Арсенија II (1463), која је наступила у време учвршћивања турске власти у српским земљама, отпочео је период борбе за опстанак у тадашњим, веома отежаним и нередовним приликама. Услед оскудности историјских извора, остало је непознато да ли је патријаршијски престол био попуњаван или је остао упражњен. У историографији су изношене разне претпоставке о тадашњим црквеним приликама у српским земљама, а истраживачи се деле на оне који сматрају да је српска јерархија све до почетка 16. века успела да очува некакав облик организације чак и без попуњавања патријаршијског престола, док други сматрају да је одмах потпала под надлежност проширене Охридске архиепископије, што је посведочено нешто каснијим изворима (из 1520-тих година).
Охридски архиепископ Доротеј је 1466. године, обилазећи своју област свратио у Кратово и затражио да му се препише један законик за Охридску цркву српским језиком, јер је имао само текст на грчком језику. Кратово је раније припадао Пећкој патријаршији. На Косову је 1530. године била "у сваком селу црква и свећеник". У то време, до половине 16. века, у нашим земљама је подигнуто више нових црква и манастира, укључујући и Требињски манастир. Неколико царских фермана је изричито наредило да се постојећи манастири не дирају. Српске црквене старешине тог времена, су ишле чак тако далеко да су од њихових свештених лица и црквених добара тражиле извесне приходе.
Око 1528. године јавио се покрет за обнову самосталне патријаршијске управе у српским земљама. Постоји мишљење да је стварна власт Охридске цркве уведена мало пре тога, уз помоћ потурченог Грка Ибрахим-паше, који је 1523. године постао велики везир. Исто тако је могуће да је до сукоба дошло извесним мерама новог охридског архиепископа Прохора. Кад су српски епископи одбили да извршавају његове наредбе, Прохор је 1528/29. сазвао Црквени сабор у Охриду, који је осудио ту појаву и тражио ред у цркви.
На чело српске обнове (световне и духовне) ставио се српски митрополит Павле. Са неколико епископа, он је 1530. године прогласио отцепљење Српске од Охридске цркве. Прохор се обратио свој четворици васељенских патријарха и они су у септембру 1531. заједничким актом осудили Павлов поступак. После тога сазван је у Охриду нови црквени сабор, који је 13. марта 1532. донео закључке са знатним последицама. Павле је био искључен из цркве, а са њим сви епископи и свештеници које је он рукоположио. Павле је наставио борбу и прогласио се за патријарха српског. Некако му је пао у руке и сам Прохор, па га је, са неким од непријатељских епископа, затворио. Из црквених оптужби види се да је Павле имао неких веза са Портом и да су му турске власти у извесној мери излазиле у сусрет. Прохор се некако спасао из тамнице, па је отишао у Цариград и поднео тужбу султану Сулејману. Султан је наредио да се Прохору врати врховни положај у Охриду и да сабор Охридске цркве донесе одлуке о даљем раду. И цариградски патријарх Јеремије био је на његовој страни. На овом Охридском сабору Павле је био осуђен и коначно искључен из цркве са три епископа – кратовским и зворничким. Тај трећи сабор одржан је 1541. године. У Охриду је после Прохорове смрти (1550) за архиепископа изабран дотадашњи рашки епископ Симеон, али је после неколико месеци морао одустати, пошто су Грци фанариоти хтели свог човека на овој позицији.

### Обновљена Пећка патријаршија
Борба за обнову Пећке патријаршије успешно је окончана 1557. године, избором српског патријарха Макарија, који је био рођак Мехмед-паше Соколовића. На Порти су тада 1555. године билa још два Србина везира: Рустем-паша Опуковић и Семиз Али-паша. Сва тројица су заступала општу линију турске политике: Србе придобити као државни елемент и раји учинити живот што сношљивијим. Њима се приписује, а Соколовићу у првом реду, што је Сулејман Величанствени 1557. године дозволио обнову Српске патријаршије. Тада су сви православни Срби поново дошли под једну заједничку црквену власт. За дело српског опстанка и очувања српског православља обновљена Пећка патријаршија је учинила највише. Она је прихватила вођство у народу кад другог вођства није било.
Чести устанци и сеобе Срба из Османског царства крајем 17. и током прве половине 18. века знато су ослабиле српску цркву и уздрмале самосталност Пећке патријаршије, која је пала у дугове. Такву ситуацију су искористили фанариоти, који су средином 18. века успели да на разне архјерејске положаје у Српској патријаршији поставе своје кандидате, помоћу којих су 1766. године изнутра, уз садејство турске власти успели да укину Пећку патријаршију. Том приликом, све њене епархије које су биле под турском влашћу, прикључиене су Цариградској патријаршији.
За време свог постојања, обновљена Српска патријаршија је имала надлежност и над православним Србима у областима под хабзбуршком и млетачком влашћу. На тим просторима, православље је у периоду од 16. до 18. века било на удару римокатоличког прозелитизма. Хабзбуршке и млетачке власти су путем разних рестриктивних мера настојале да ограниче и сузбију везе својих српских православних поданика са њиховом матичном патријаршијом. Упркос интензивном покатоличавању, које је вршено и путем унијаћења, православни Срби са тих простора су остали под окриљем Пећке патријаршшије.

## Епархије
Приликом проглашења Српске патријаршије, свим дотадашњим српским епископима додељени су почасни наслови митрополита. Током 14. и 15. века, Српска патријаршија је имала преко 20 епархија. Њихов укупан број се током времена повећавао или смањивао, поготово у време турске најезде када су многе епархије тешко пострадале.
- Архиепископска, односно патријаршијска епархија у Пећи
- Београдска епархија, позната и као Мачванска
- Браничевска епархија, позната и као Смедеревска
- Будимљанска епархија
- Велбуждска епархија, позната и као Бањска
- Дабарска епархија у доњем Полимљу
- Дебарска епархија у области Црног Дрима
- Драмска епархија (српска средином 14. века)
- Зетска епархија
- Злетовска епархија, позната и као Лесновска
- Моравичка епархија, позната и као Градачка
- Липљанска епархија, позната и као Грачаничка, односно Новобрдска
- Мелничка епархија (српска средином 14. века)
- Нишка епархија
- Полошка епархија, позната и као Тетовска
- Призренска епархија
- Рашка епархија
- Серска епархија (српска средином 14. века)
- Скопска епархија, позната и као првопрестолна митрополија
- Струмичка епархија
- Топличка епархија, позната и као Белоцркванска
- Хвостанска епархија
- Хумска епархија, позната и као Лимска, односно Херцеговачка

Средином 14. века, под врховно духовно старешинство Српске патријаршије потпадала је привремено и Охридска архиепископија са њеним преосталим епархијама. Такође, под врховну духовну власт Српске патријаршије су за време владавине цара Стефана Душана привремено потпадале и епархије у областима егејске Македоније, Тесалије, Епира, Акарнаније и Етолије.
Приликом обнове Српске патријаршије (1557) извршено је њено разграничење са Охридском архиепископијом и Цариградском патријаршијом. Током 16. и 17. века, подручје Српске патријаршије се знатно проширило према западу ("Западне стране") и северу ("Северне стране") што је довело до оснивања нових епархија. У време најширег опсега, обновљена Српска патријаршија је имала чак око 40 епархија.

## Наслеђе
Упркос укидању, традиције Пећке патријаршије очувале су се у свим српским земљама, а првенствено међу православним Србима у Хабзбурској монархији, где је 1708. године осована српса православна Карловачка митрополија, као аутономна црква у саставу Пећке патријаршије. Након укидања патријаршије (1766), карловачка јерархија се није потчинила Цариградској патријаршији, већ је 1848. године обновила српско патријаршијско достојанство, путем проглашења Српска патријаршија у Сремским Карловцима.
Са укидањем Пећке патријаршије (1766), у специфичном положају се нашла и српска православна Цетињска епархија у Црној Гори, која се такође није потчинила Цариградској патријаршији, већ је очувала јерархијске везе са остатком српске јерархије у Карловачкој митрополији. Ослобађањем централнее Србије од Турака у првој половини 19. века дошло је до стварања самоуправне (1831), а доцније и аутокефалне Београдске митрополије (1879). Такође је опстала и српска црква у Далмацији, која од 1870. године постаје саставни део новостворене Буковинско-далматинске митрополије. Од 1880. године посебан положај су имале и српске православне епархије у Босни и Херцеговини, којима је цариградски патријарх формално био врховни духовни поглавар.
Након ослобођења и стварања Краљевине Срба, Хрвата и Словенаца (1918) српска јерархија је отпочела рад на уједињењу свих српских обласних цркава у јединствену Српску православну цркву, што је остварено 1920. године путем обнове Српске патријаршије.